# 133 km (obwód leningradzki)
133 km (ros. 133 км) – przystanek kolejowy w miejscowości Wielikoje Sieło, w rejonie łużskim, w obwodzie leningradzkim, w Rosji. Położony jest na linii Petersburg – Newel – Witebsk.